# Isosporie
L'isosporie est un terme de botanique attribué aux Ptéridophytes sensu lato dont le sporophyte produit un seul type de spores. Ainsi, les spores conduisent à la formation de prothalles tous semblables : c'est l'isoprothallie.
L'isosporie s'oppose à l'hétérosporie.
Au niveau évolutif, l'isosporie (isoprothallie) semble être un caractère primitif par rapport à l'hétérosporie (hétéroprothallie).
L'isosporie (et l'isoprothallie) se rencontre chez les groupes suivants : les Lycopodes, les Marattiales, les Ophioglosses, les Osmondacées et les Filicophytes.